# アントニオ・ファルネーゼ
アントニオ・ファルネーゼ （Antonio Farnese, 1679年5月29日 - 1731年2月26日）は、ファルネーゼ家最後のパルマ及びピアチェンツァ公。ラヌッチョ2世と妃マリーア・デステの3男としてパルマで生まれた。オドアルド2世・ファルネーゼは異母兄、フランチェスコ・ファルネーゼは同母兄。
同母兄フランチェスコの死にともなって公位を継承した。1728年、従妹のエンリケッタ・デステと結婚したが、フランチェスコに続いてアントニオにも子供がなく、彼の死後公国は異母兄オドアルド2世・ファルネーゼの娘エリザベッタ・ファルネーゼの長男カルロ（スペイン王カルロス3世）に継承された。カルロはまだ15歳と若いため、祖母ドロテア・ソフィアと前公妃エンリチェッタが摂政を務めた。